# Giulio Caccini
Giulio Romano Caccini (* 8. Oktober 1551 in Rom; begraben 10. Dezember 1618 in Florenz) war ein italienischer Komponist, Sänger, Gesangslehrer und Instrumentalist, der an der Schnittstelle der Spätrenaissance zum Frühbarock lebte und an der Entwicklung der Oper beteiligt war.

## Lebensstationen
Der Römer Giulio Caccini wurde sehr jung in den Knabenchor der Cappella Giulia aufgenommen. John Walter Hill vermutet „mit großer Wahrscheinlichkeit“, Caccini habe bereits als 5-Jähriger (1556) dort begonnen und bereits nach einem Monat in Florenz die Rolle der Psyche in einem Intermedium zu La Cofanaria gesungen. Von Oktober 1564 bis November 1565 war er in Rom Gesangsschüler von G. Animuccia. 1565 sang er in Hochzeitsintermedien von Francesco I. de’ Medici und Johanna von Österreich. Zu seinen weiteren Lehrern gehört Scipione delle Palle aus Siena (Gesang und Lautenspiel).
Für die ständige Anwesenheit an seinem hauptsächlichen Wirkungsort, dem Hof des Großherzogs Ferdinando I. de’ Medici in Florenz, nennt Hill als gesichertes Datum den 29. April 1566. Florenz war zu dieser Zeit eines der wichtigsten Kulturzentren Italiens. 1579 und 1589 war Caccini wieder als Sänger-Solist und Instrumentalist bei Hochzeits-Intermedien am Hof der Familie de’ Medici beteiligt (→ Intermedien für La pellegrina). Caccini spielte Laute, Chitarrone und Doppelharfe und ist auf einem Bild als Spieler der Lira da Braccio dargestellt. Als Mitglied der Camerata Florentina, die ihre Zusammenkünfte im Palazzo des Giovanni de’ Bardi hatte, wird ihm ein großer Anteil an der Erfindung einer neuen Art des Gesanges, der Monodie, die zur Oper führte, zugesprochen.
Als erfolgreicher Gesangslehrer unterrichtete Caccini seine (zweite) Frau Margherita della Scala (die erste, Lucia – ebenfalls Sängerin – starb bald nach der Geburt der ältesten Tochter), sowie seine Töchter Francesca und Settimia, und seinen Sohn Pompeo und formte mit ihnen ein berühmtes Gesangsensemble, das Konzertreisen bis an den französischen Königshof in Paris unternahm (September 1604 bis Juni 1605).
Sein nicht weniger bedeutender Bruder war der Bildhauer Giovanni Battista Caccini (* 1556 in Rom; † 1613 in Florenz).

## Monodie und Generalbass
Giulio Caccini gilt als einer der Erfinder der Monodie, eines neuartigen solistischen Gesangs, der dem Wort und Textsinn diente. Die Singstimme wurde dabei nur von einem Generalbassinstrument begleitet. Diese neue Art der Begleitung durch ein Tasten- oder Lauteninstrument gab dem Gesang und jeglicher Musik eine feste harmonische Stütze. Damit begann das sogenannte Generalbasszeitalter. Die neue affektbetonte Art zu singen wurde im Hause des Giovanni de’ Bardi besonders gepflegt und weiter entwickelt. Bardi stammte aus dem Geschlecht der Grafen von Vernio in Florenz, sein Palazzo wurde zum Mittelpunkt für Dichter, Musiker und Gelehrte. Caccini nahm ab den 1570er Jahren an den Diskussionen des so genannten bardischen Kreises teil; er nahm für sich in Anspruch, dabei den Stile recitativo erfunden zu haben.
Caccini komponierte viele seiner Sologesänge mit Begleitung einer Theorbe. In sein Hauptwerk Le nuove Musiche nahm er Arien und Madrigale als Beispiele für Komposition und Solo-Vortrag mit Basso continuo auf.

## Le nuove Musiche

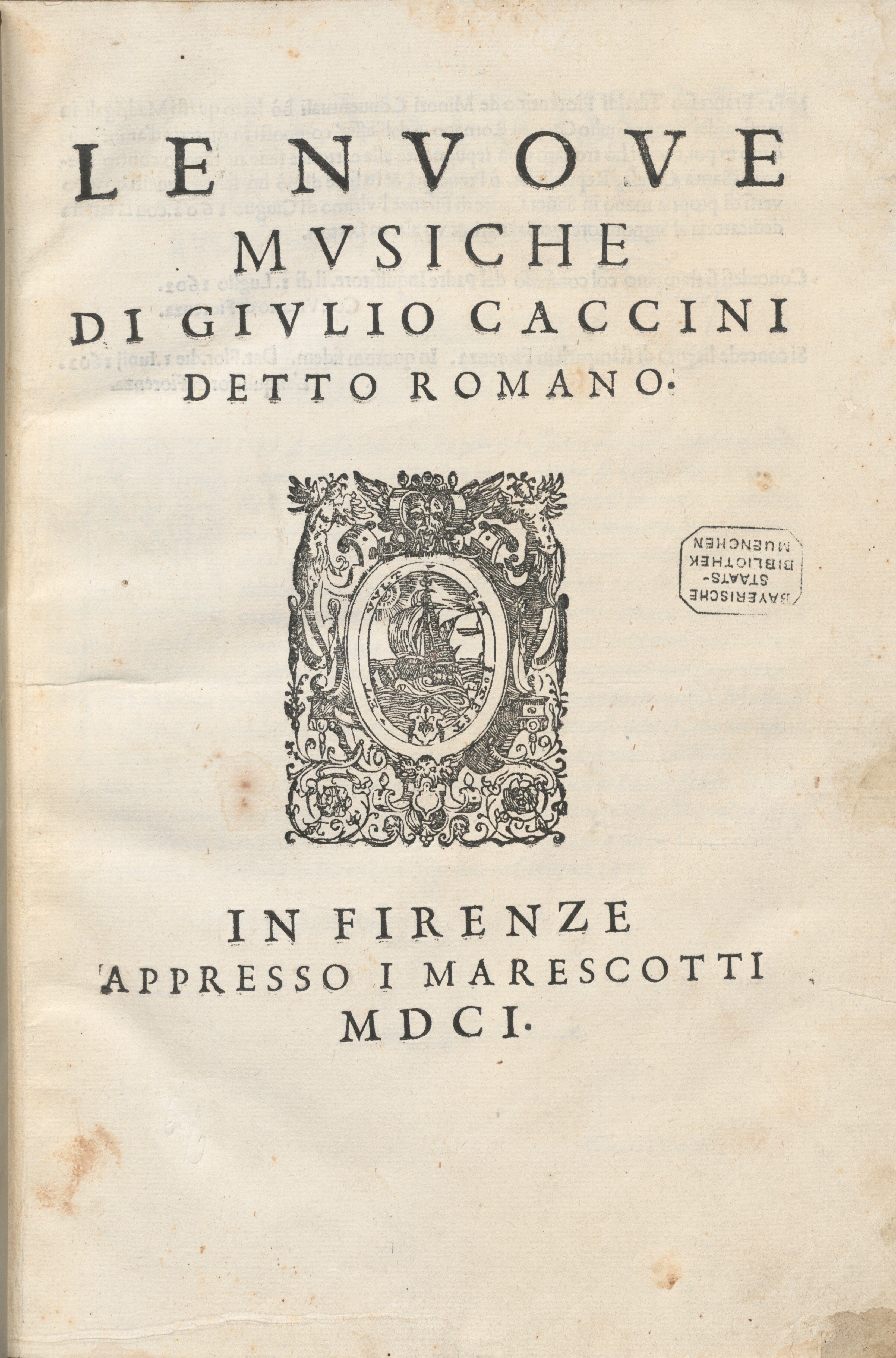
Titelblatt von Le nuove Musiche (1601)

Das Vorwort zu diesem Gesangs-pädagogischen Werk und seine Beispielsammlung gibt erstmals technische Erklärungen für den virtuosen Gesang. Es gehört zu den frühesten Gesangslehrwerken.
Caccini schreibt darin:

„Da ich mich nun überzeugte, dass Hervorbringungen im Sinne unserer Tage kein anderes Vergnügen bewirken, als dasjenige, was durch Harmonie dem Ohre allein gewährt wird, dass ohne Verständnis der Worte das Gemüt nicht gerühret werden könne, kam der Gedanke, eine Art Gesang, gewissermaßen einer harmonischen Rede gleich, aufzuführen, wobei ich eine gewisse edle Verachtung des Gesanges an den Tag legte, hin und wieder einige Dissonanzen berührte, den Bass aber ruhen ließ, ausgenommen da, wo ich, dem gemeinen Gebrauch zufolge, seiner mit den Tönen der durch Instrumente ausgeführten Mittelstimmen mich bedienen wollte, irgendeinen Affekt auszudrücken, wozu sie allein brauchbar sind.“

Die meisten Solo-Madrigale und Arien von Caccini sind für eine hohe Stimme gedacht (Sopran oder Mezzosopran), es gibt jedoch auch einige Stücke für Bass. Besonders populär wurde das Madrigal Amarilli mia bella auf einen Text von Guarini: Es erfuhr Instrumental-Bearbeitungen von Peter Philips im Fitzwilliam Virginal Book und von Jacob van Eyck und ist auch heute noch in vielen Sammlungen und Programmen mit sogenannten „Arie antiche“ zu finden. Im Gegensatz zu der anrührenden und ausdrucksvollen Schlichtheit und Einfachheit dieses Stückes erfordern die meisten anderen Gesänge Caccinis, wie beispielsweise seine anspruchsvolle Vertonung des Petrarca-Sonetts Tutto’ l di piango oder das in eine Variationsform gegossene Torna, deh, torna von Rinuccini mit ihrer kunstvollen und bis ins kleinste rhythmische Detail ausgeschriebenen Ornamentik neben großer Ausdrucksfähigkeit und -tiefe eine sichere und gute Gesangs-, Atem- und Koloraturtechnik, und vor allem ein sehr genaues Studium und Kenntnis seines Stils.
Bedeutende Interpretinnen von Caccini-Werken in Konzert und/oder in Aufnahmen sind (waren) unter anderen Montserrat Figueras, Roberta Invernizzi, Tania d’Althann, Catherine Bott, Guillemette Laurens, Johannette Zomer und Cecilia Bartoli.

## Caccini und die Oper
Caccinis Name ist vor allem mit der Entstehung der Oper verbunden. Von Anfang an gehörte er zum Kreis der Camerata Fiorentina, einer Gesellschaft von Musikern, Dichtern und Gelehrten, wo er vor allem als praktischer Musiker geschätzt wurde. Als Menschen der Renaissance wollten sie das antike Theater und die Theatermusik der Griechen wiederbeleben. Die Uraufführung der von Jacopo Peri verfassten Oper Euridice (1600) hintertrieb er, indem Sänger, die ihm verbunden waren, statt der Musik von Peri die entsprechenden Passagen aus seiner eigenen Oper sangen. Noch im selben Jahr vollendete er seine eigene Euridice, die er noch vor Peri in Druck gab (1602 uraufgeführt, Libretto von Ottavio Rinuccini, 1562–1621). Mit Blick auf die damalige Entwicklung der Oper und auf Caccinis Druckwerke zur Gesangskunst gilt Giulio Caccini als einer der Erfinder des Stile recitativo, sowie der Monodie und zählt zu den frühesten Vertretern des „ariosen Stils“, der den Belcanto vorbereitete.

## Werke

### Musikalische Werke
- La Dafne, begonnen 1595, verschollen, ungeklärt
- L'Euridice, Oper, 1600 gedruckt, L'Euridice, composta in musica in stile rappresentativo da Giulio Caccini, detto Romano. In Firenze, appresso Giorgio Marescotti, 1600. [Die Euridice Vertont im repräsentativen Stil von Giulio Caccini genannt der Römer. In Florenz bei Giorgio Marescotti 1600], (Digitalisat bei http://www.bibliotecamusica.it), Uraufführung 1602 mit seiner Tochter, der Komponistin Francesca Caccini, als Solistin.
- Il Rapimento di Cefalo, Intermezzo für Singstimme und Basso continuo, Mitarbeit, 1600. Teile daraus gedruckt in Le nuove musiche[6]
- Nove Arie di Givlio Caccini Detto Romano Nouamente ristampate In Venetia, appresso Giacomo Vincenti, 1608 [Neun Arien von Giulio Caccini, genannt der Römer, neu gedruckt. In Venedig, bei Giacomo Vincenti, 1608] RISM ID: 990007807 (Digitalisat bei http://www.bibliotecamusica.it)
- Madrigale und Arien für eine Singstimme und Basso continuo in Le nuove Musiche (Florenz 1601)
- Fuggilotio musicale ... nel quale si contengono madrigali, sonetti, arie, canzoni, & scherzi, per cantare nel chitarrone, clavicembalo, o altro instrumento a una, & due voci ... opera seconda [Fuggilotio musicale … in welchem Madrigale, Sonette, Arien, Kanzonen und Scherze enthalten sind, zum Singen mit der Chitarrone, dem Cembalo oder einem anderen Instrument für eine oder zwei Stimmen … Zweites Werk], Giacomo Vincenti, Venedig 1613 RISM ID: 990007808 (Digitalisat der Königlichen Bibliothek Belgiens)
- Le nuove musiche e nuova maniera di scriverle (Florenz 1614). Facsimile-Ausgabe von S.P.E.S. (studio per edizioni scelte), Archivum musicum 13, Florenz 1983.
- Zahlreiche Arien und Canzonetten in Bibl. Naz. Florenz[7]

Die Caccini zugeschriebene Vertonung des Ave Maria, das nur die Worte „Ave Maria“ enthält, gehört heute zum Repertoire vieler Sänger und Chöre. Die Komposition, die auch in unzähligen Bearbeitungen für Instrumente vorliegt, stammt allerdings in Wahrheit aus der Feder des russischen Gitarristen, Lautenisten und Komponisten Wladimir Fjodorowitsch Wawilow (1925–1973).

### Theoretische Werke
- Le Nvove musiche di Giulio Caccini Detto Romano in Firenze appresso Marescotti. [Die neuen Musiken von Giulio Caccini, genannt der Römer, in Florenz bei Marescotti.] Florenz 1601 RISM ID: 990007804 (Digitalisat der Königlichen Bibliothek Belgiens) enthält die Arie Amarilli mia bella RISM ID: 1001168075
  - Le Nuove Musiche di Giulio Caccini, detto Romano, musico del Serenissimo Gran Duca di Toscana. Nuovamente con somma diligenza riviste, corrette & ristampate. In Venezia, appresso Alessandro Raverii. [Die neuen Musiken von Giulio Caccini, genannt der Römer, Musiker des durchlauchtigsten Großherzogs der Toskana. Erneut mit größter Sorgfalt überprüft, korrigiert und nachgedruckt. In Venedig, bei Alessandro Raverii.], Venedig, 1607 RISM ID: 990007805 (Digitalisat bei http://www.bibliotecamusica.it)
  - Le Nvove musiche di Giulio Caccini Detto Romano Musico del Serenissimo Gran Duca di Toscana Nouamente con ogni diligenza ristampate. In Venetia, appresso Giacomo Vincenti. 1615. RISM ID: 990007806 (Digitalisat bei http://www.bibliotecamusica.it)
- Le nuove musiche e nuova maniera di scriverle. Florenz 1614.

## Diskografie
- Euridice; Ensemble Scherzi Musicali, Leitung Nicolas Achten, 2009, Ricercar RIC 269
- Giulio Caccini: Le nuove musiche, mit Montserrat Figueras, Hopkinson Smith, Robert Clancy, Xenia Schindler, Jordi Savall, 1984 harmonia mundi / 2011 Sony Music
- Giulio Caccini: Madrigali, Arie & Canzoni, Accademia Claudio Monteverdi: Tania d’Althann (Sopran & Harfe), Paolo Cherici, Hans Ludwig Hirsch, 1984 / 2003 Arts Music
- Caccini: Dolcissimo sospiro – Arie e Madrigali (+ Instrumentaldiminutionen von Bassano, Merulo u. a.), Roberta Invernizzi, Accademia Strumentale Italiana, Alberto Rasi, Divox 2003
- Giulio Caccini: Nuove musiche (+ Piccinini: Werke für Theorbe), Johannette Zomer, Fred Jacobs, 2004 Channel Classics